# Cascades du Bras d'Annette
Les cascades du Bras d'Annette sont un ensemble de chutes d'eau de l'île de La Réunion, département et région d'outre-mer français dans le Sud-Ouest de l'océan Indien. Elles relèvent du territoire de la commune de Saint-Benoît et du parc national de La Réunion.

## Géographie
Les torrents donnant naissance aux chutes prennent leur source sur le plateau de l’îlet Patience à 1 250 mètres d'altitude et dévalent les pentes en plusieurs sauts pour finir leur course 700 mètres plus bas à 550 mètres d'altitude. Les différents bras donnent naissance à un petit cours d'eau, la Ravine de l’Étang, qui finit sa course dans le Grand Étang environ un kilomètre plus loin.

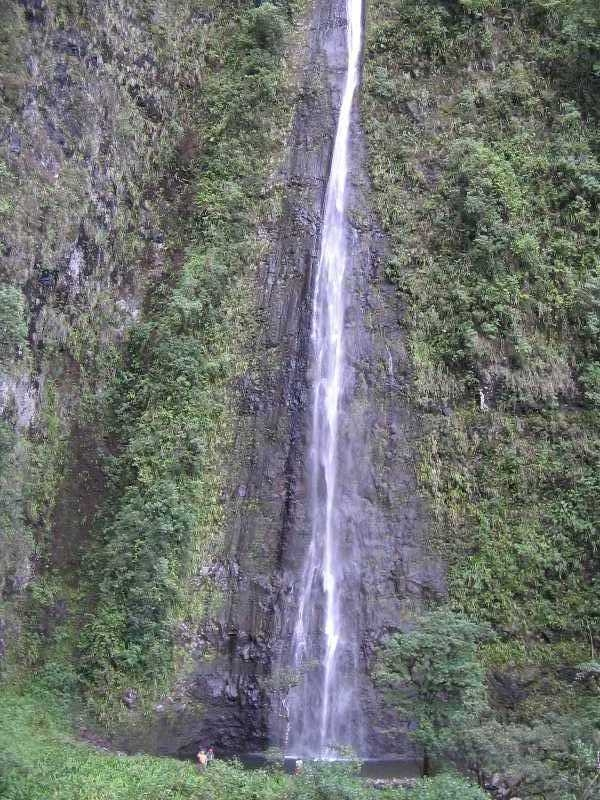
Vue de l'une des cascades du Bras d'Annette.

## Annexe